# Specie di Viola
Elenco delle specie del genere Viola:

## A

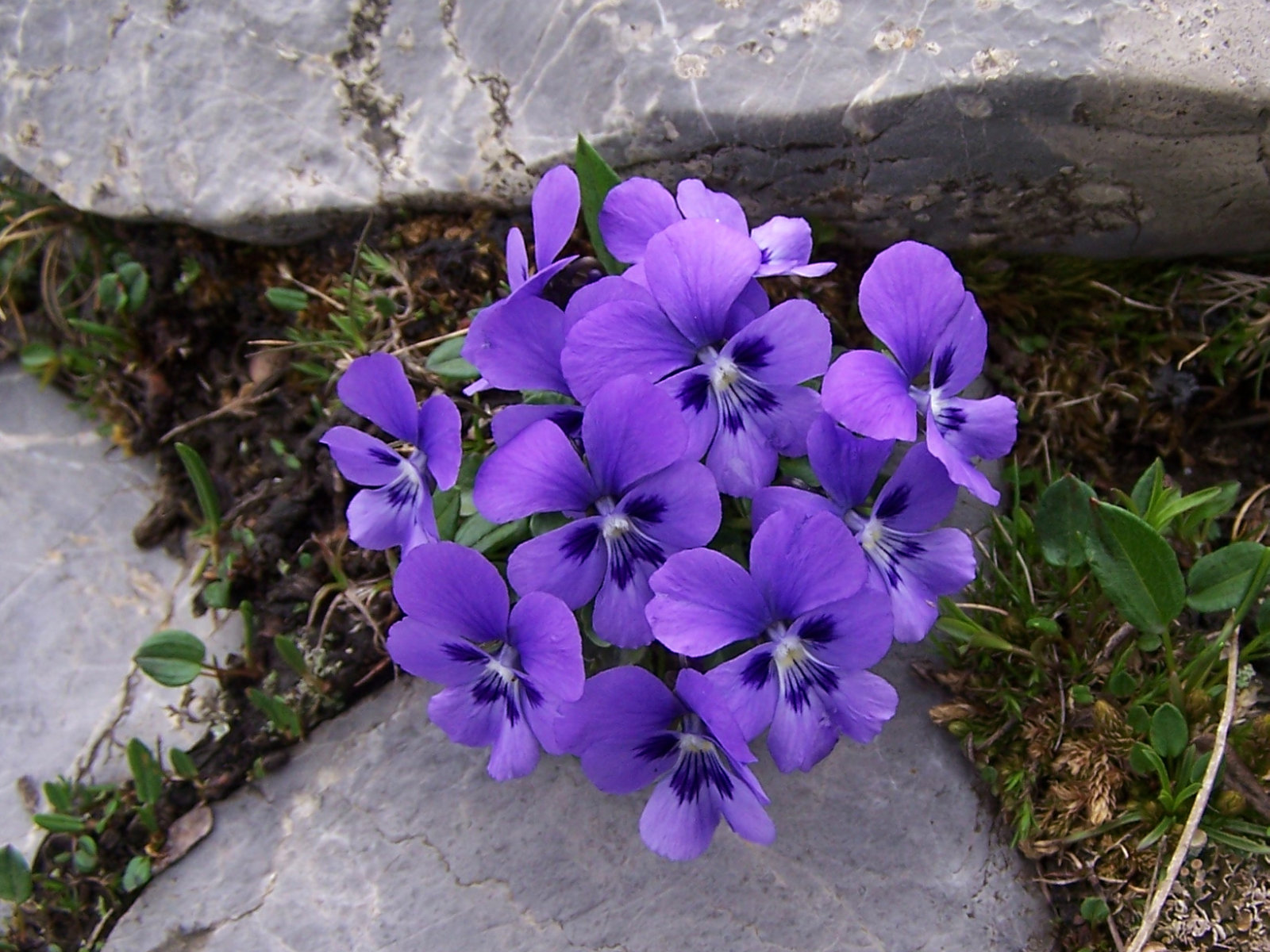
Viola alpina

- Viola abbreviata J.M.Watson & A.R.Flores
- Viola abulensis Fern.Casado & Nava
- Viola abyssinica Steud. ex Oliv.
- Viola acanthophylla Leyb. ex Reiche
- Viola accrescens Klokov
- Viola acrocerauniensis Erben
- Viola acuminata Ledeb.
- Viola acutifolia (Kar. & Kir.) W.Becker
- Viola adenothrix Hayata
- Viola × adriatica Freyn
- Viola × adulterina Godr.
- Viola adunca Sm.
- Viola aduncoides Á.Löve & D.Löve
- Viola aethnensis (DC.) Strobl
- Viola aetolica Boiss. & Heldr.
- Viola affinis Leconte
- Viola aizoon Reiche
- Viola alaica Vved.
- Viola alba Besser
- Viola albanica Halácsy
- Viola albida Palib.
- Viola × albimaritima Vl.V.Nikitin
- Viola × albovii Vl.V.Nikitin
- Viola alburnica Ricceri & Moraldo
- Viola alexandrowiana (W.Becker) Juz.
- Viola alexejana Kamelin & Junussov
- Viola allchariensis Beck
- Viola alliariifolia Nakai
- Viola allochroa Botsch.
- Viola alpina Jacq.
- Viola altaica Ker Gawl.
- Viola amamiana Hatus.
- Viola ambigua Waldst. & Kit.
- Viola amiatina Ricceri & Moraldo
- Viola amurica W.Becker
- Viola anagae Gilli
- Viola angkae Craib
- Viola angustifolia Phil.
- Viola anitae J.M.Watson
- Viola annamensis Baker f.
- Viola appalachiensis L.K.Henry
- Viola araucaniae W.Becker
- Viola arborescens L.
- Viola argentina W.Becker
- Viola arguta Humb. & Bonpl. ex Schult.
- Viola arsenica Beck
- Viola arvensis Murray
- Viola athois W.Becker
- Viola atropurpurea Leyb.
- Viola aurantiaca Leyb.
- Viola aurata Phil.
- Viola auricolor Skottsb.
- Viola auriculata Leyb.
- Viola austrosinensis Y.S.Chen & Q.E.Yang
- Viola × awagatakensis T.Yamaz., I.Ito & Ageishi

## B

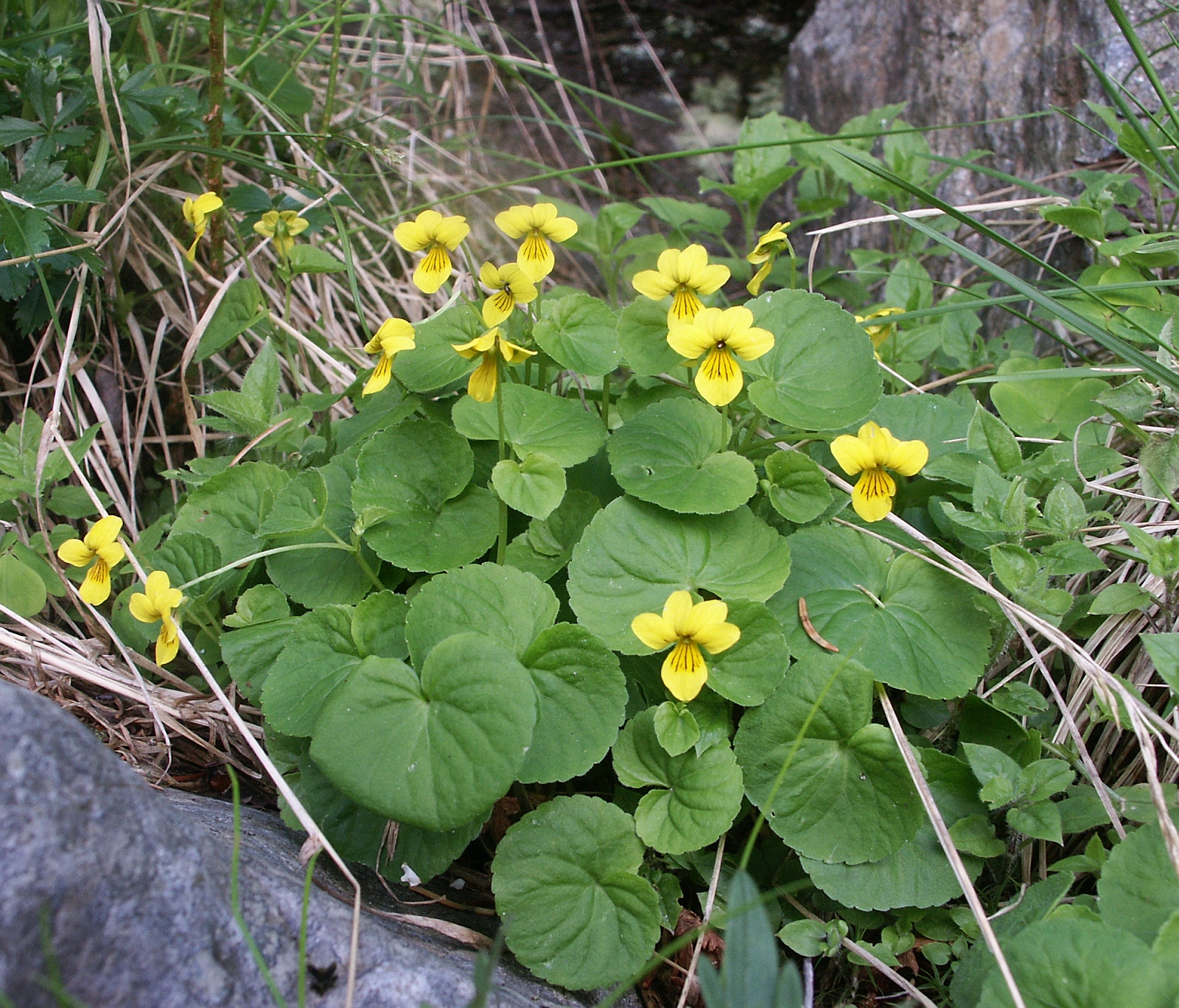
Viola biflora

- Viola × bachtschisaraensis Vl.V.Nikitin
- Viola bakeri Greene
- Viola balansae Gagnep.
- Viola balcanica Delip.
- Viola bangii Rusby
- Viola banksii K.R.Thiele & Prober
- Viola baoshanensis W.S.Shu, W.Liu & C.Y.Lan
- Viola barhalensis G.Knoche & Marcussen
- Viola barkalovii Bezd.
- Viola barroetana W.Schaffn. ex Hemsl.
- Viola × bavarica Schrank
- Viola baxteri House
- Viola beamanii Calderón
- Viola beati J.M.Watson & A.R.Flores
- Viola beckeriana J.M.Watson & A.R.Flores
- Viola beckiana Fiala ex Beck
- Viola beckwithii Torr. & A.Gray
- Viola belophylla Boissieu
- Viola bertolonii Pio
- Viola betonicifolia Sm.
- Viola bezdelevae Vorosch.
- Viola bhutanica H.Hara
- Viola biflora L.
- Viola binayensis Okamoto & K.Ueda
- Viola × bissellii House
- Viola bissetii Maxim.
- Viola blanda Willd.
- Viola blandiformis Nakai
- Viola × blaxlandiae J.M.Watson & A.R.Flores
- Viola bocquetiana Yild.
- Viola boissieuana Makino
- Viola boliviana Britton
- Viola brachyceras Turcz.
- Viola brachypetala Gay
- Viola brachyphylla W.Becker
- Viola × braunii Borbás
- Viola breviflora Jungsim Lee & M.Kim
- Viola brevistipulata (Franch. & Sav.) W.Becker
- Viola bridgesii Britton
- Viola brittoniana Pollard
- Viola bubanii Timb.-Lagr.
- Viola bulbosa Maxim.
- Viola × burnatii Gremli
- Viola bustillosia Gay

## C

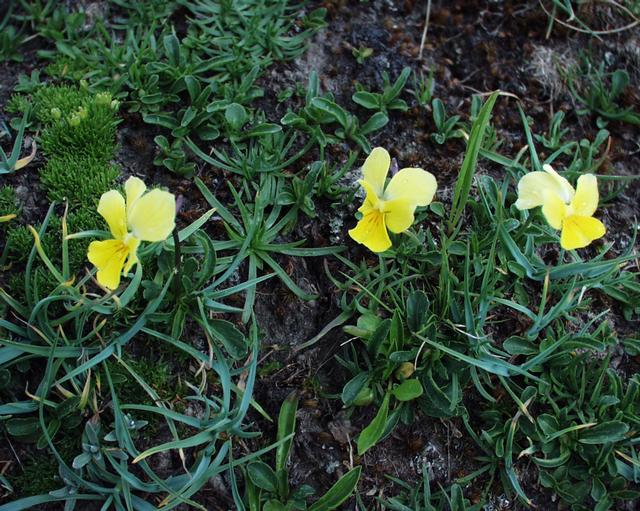
Viola calcarata

- Viola calabra (A.Terracc.) Ricceri & Moraldo
- Viola calcarata L.
- Viola calchaquiensis W.Becker
- Viola calcicola R.A.McCauley & H.E.Ballard
- Viola caleyana G.Don
- Viola cameleo H.Boissieu
- Viola canadensis L.
- Viola canescens Wall.
- Viola canina L.
- Viola cano-barbata Leyb.
- Viola capillaris Pers.
- Viola caspia (Rupr.) Freyn
- Viola cassinensis Strobl
- Viola caucasica Kolen. ex Rupr.
- Viola cavillieri W.Becker
- Viola cazorlensis Gand.
- Viola cenisia L.
- Viola cephalonica Bornm.
- Viola cerasifolia A.St.-Hil.
- Viola cervatiana Ricceri & Moraldo
- Viola chaerophylloides (Regel) W.Becker
- Viola chalcosperma Brainerd
- Viola chamaedrys Leyb.
- Viola chamissoniana Ging.
- Viola changii J.S.Zhou & F.W.Xing
- Viola charlestonensis M.S.Baker & J.C.Clausen
- Viola chassanica Kork.
- Viola cheeseana J.M.Watson
- Viola cheiranthifolia Bonpl.
- Viola chejuensis Y.N.Lee & Y.C.Oh
- Viola chelmea Boiss.
- Viola chiapasiensis W.Becker
- Viola × chrysantha Schrad. ex Rchb.
- Viola cilentana Ricceri & Moraldo
- Viola cilicica Contandr. & Quézel
- Viola cinerea Boiss.
- Viola clauseniana M.S.Baker
- Viola cleistogamoides (L.G.Adams) Seppelt
- Viola cochranei H.E.Ballard
- Viola collina Besser
- Viola columnaris Skottsb.
- Viola comberi W.Becker
- Viola commersonii DC. ex Ging.
- Viola communis Pollard
- Viola comollia Massara
- Viola concordifolia C.J.Wang
- Viola confertifolia C.C.Chang
- Viola congesta Gillies ex Hook. & Arn.
- Viola × conjugens Greene
- Viola × consobrina House
- Viola × consocia House
- Viola × contempta Jord.
- Viola × cooperrideri H.E.Ballard
- Viola × cordifolia (Nutt.) Schwein.
- Viola cornuta L.
- Viola coronifera W.Becker
- Viola corralensis Phil.
- Viola corsica Nyman
- Viola cotyledon Ging.
- Viola crassifolia Fenzl
- Viola crassiuscula Bory
- Viola cuatrecasasii L.B.Sm. & A.Fernández
- Viola cucullata Aiton
- Viola cuicochensis Hieron.
- Viola culminis F.Fen. & Moraldo
- Viola cuneata S.Watson
- Viola cunninghamii Hook.f.
- Viola curicoensis W.Becker
- Viola curtisiae (L.G.Adams) K.R.Thiele
- Viola cuspidifolia W.Becker
- Viola cyathiformis W.Becker
- Viola czemalensis Zuev

## D
- Viola dacica Borbás
- Viola dactyloides Schult.
- Viola dalatensis Gagnep.

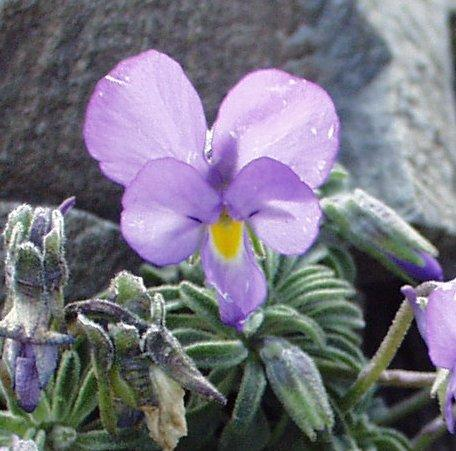
Viola diversifolia

- Viola dandoisiorum J.M.Watson & A.R.Flores
- Viola danielae Pînzaru
- Viola dasyphylla W.Becker
- Viola davidii Franch.
- Viola × davisii House
- Viola decipiens Reiche
- Viola declinata Waldst. & Kit.
- Viola decumbens L.f.
- Viola dehnhardtii Ten.
- Viola delavayi Franch.
- Viola delphinantha Boiss.
- Viola demetria Prolongo ex Boiss.
- Viola denizliensis O.D.Dü?en, Göktürk, U.Sarpkaya & B.Gürcan
- Viola diamantiaca Nakai
- Viola dichroa Boiss.
- Viola diffusa Ging.
- Viola dimorphophylla Y.S.Chen & Q.E.Yang
- Viola dirimliensis Blaxland
- Viola dirphya Tiniakou
- Viola disjuncta W.Becker
- Viola dissecta Ledeb.
- Viola diversifolia (DC.) W.Becker
- Viola doerfleri Degen
- Viola × doii Taken.
- Viola dombeyana DC. ex Ging.
- Viola domeikoana Gay
- Viola domestica E.P.Bicknell
- Viola douglasii Steud.
- Viola dubyana Burnat ex Gremli
- Viola duclouxii W.Becker
- Viola dukadjinica W.Becker & Koanin
- Viola dyris Maire

## E
- Viola × eclipes H.E.Ballard
- Viola ecuadorensis W.Becker
- Viola edulis Spach
- Viola egglestonii Brainerd
- Viola eizanensis (Makino) Makino

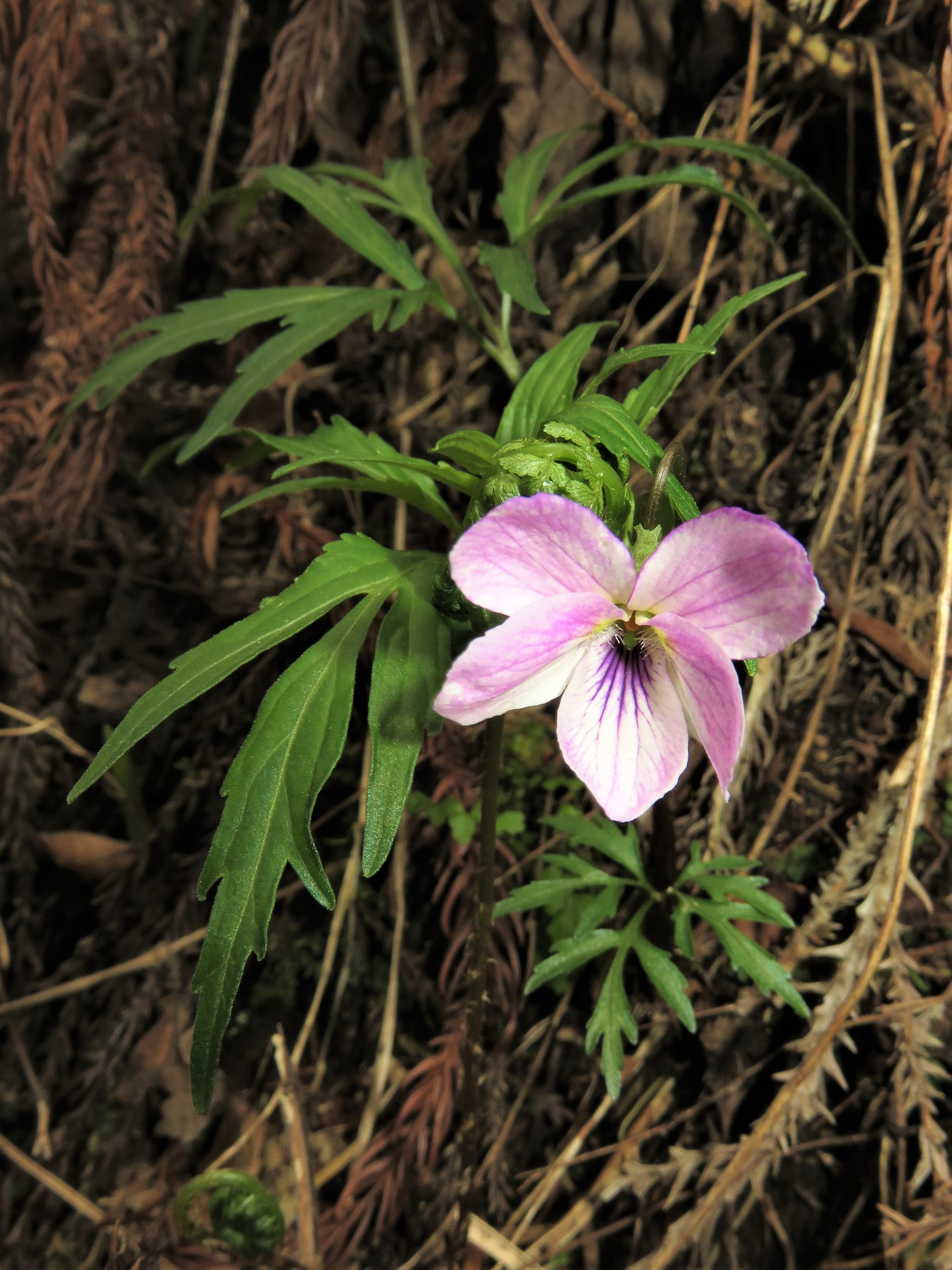
Viola eizanensis

- Viola × eizasieboldii Sugim. ex T.Shimizu
- Viola elatior Fr.
- Viola elegantula Schott
- Viola emarginata (Nutt.) Leconte
- Viola eminens K.R.Thiele & Prober
- Viola eminii (Engl.) R.E.Fr.
- Viola enmae P.Gonzáles
- Viola epipsila Ledeb.
- Viola epipsiloides Á.Löve & D.Löve
- Viola epirota (Halácsy) Raus
- Viola eriocarpa Schwein.
- Viola ermenekensis Yild. & Dinç
- Viola escarapela J.M.Watson & A.R.Flores
- Viola escondidaensis W.Becker
- Viola etrusca Erben
- Viola euboea (Halácsy) Halácsy
- Viola eugeniae Parl.
- Viola evae Hieron. ex W.Becker
- Viola eximia Formánek
- Viola exsul J.M.Watson & A.R.Flores

## F
- Viola falconeri Hook.f. & Thomson

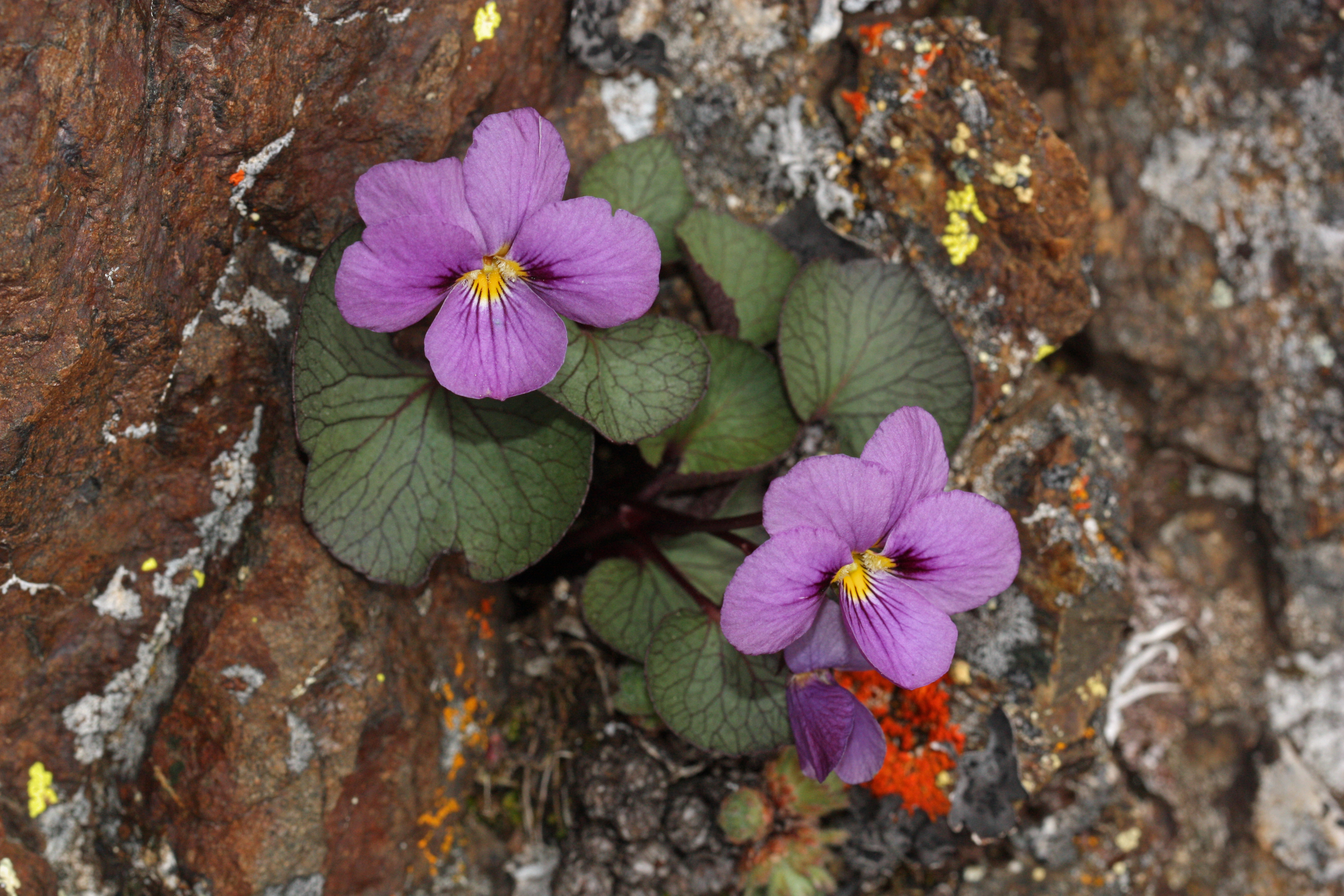
Viola flettii

- Viola farkasiana J.M.Watson & A.R.Flores
- Viola faurieana W.Becker
- Viola × fennica F.Nyl.
- Viola ferdinandea Ricceri & Moraldo
- Viola ferrarinii Moraldo & Ricceri
- Viola ferreyrae P.Gonzáles
- Viola filicaulis Hook.f.
- Viola × filicetorum Greene
- Viola fimbriatula Sm.
- Viola fischeri W.Becker
- Viola flagelliformis Hemsl.
- Viola flavicans Wedd.
- Viola flettii Piper
- Viola floridana Brainerd
- Viola flos-idae Hieron.
- Viola fluehmannii Phil.
- Viola formosana Hayata
- Viola forrestiana W.Becker
- Viola forskaalii Greuter
- Viola fragrans Sieber
- Viola frank-smithii N.H.Holmgren
- Viola friderici W.Becker
- Viola frigida Phil.
- Viola frondosa (Velen.) Velen.
- Viola frusinatae Ricceri & Moraldo
- Viola fruticosa W.Becker
- Viola × fujisanensis S.Watan.
- Viola fuscifolia W.Becker
- Viola fuscoviolacea (L.G.Adams) T.A.James

## G
- Viola galeanaensis M.S.Baker
- Viola × ganeschinii Vl.V.Nikitin
- Viola ganiatsasii Erben
- Viola gaviolii Ricceri & Moraldo

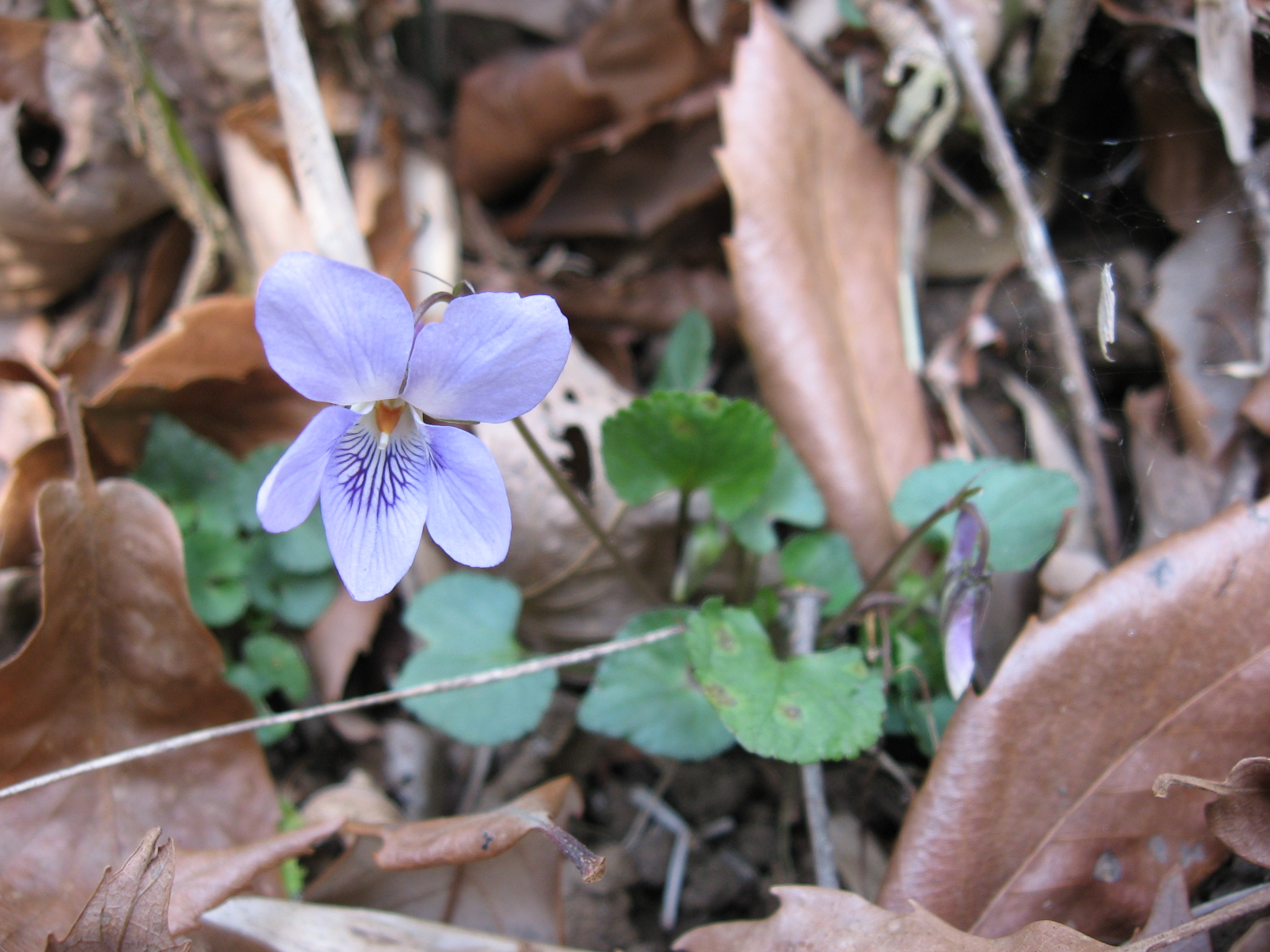
Viola grypoceras

- Viola gelida J.M.Watson, M.P.Cárdenas & A.R.Flores
- Viola germainii Sparre
- Viola glabella Nutt.
- Viola glaberrima (Ging. ex Chapm.) House
- Viola glandularis H.E.Ballard & P.M.Jørg.
- Viola glechomoides Leyb.
- Viola gmeliniana Schult.
- Viola godoyae Phil.
- Viola × gotlandica W.Becker
- Viola gracilis Sm.
- Viola gracillima A.St.-Hil.
- Viola grahamii Benth.
- Viola grandisepala W.Becker
- Viola granulosa Wedd.
- Viola grayi Franch. & Sav.
- Viola × greatrexii Nakai & F.Maek.
- Viola grisebachiana Vis.
- Viola × grubovii Vl.V.Nikitin
- Viola grypoceras A.Gray
- Viola guadalupensis A.M.Powell & Wauer
- Viola guangzhouensis A.Q.Dong, J.S.Zhou & F.W.Xing
- Viola guatemalensis W.Becker
- Viola guaxarensis M.Marrero, Docoito Díaz & Martín Esquivel

## H
- Viola × halacsyana Degen & Dörfl.
- Viola hallii A.Gray
- Viola hamiltoniana D.Don
- Viola hancockii W.Becker
- Viola hastata Michx.
- Viola × haynaldii Wiesb.
- Viola hederacea Labill.
- Viola hediniana W.Becker
- Viola heldreichiana Boiss.
- Viola helena C.N.Forbes & Lydgate
- Viola hemsleyana Calderón

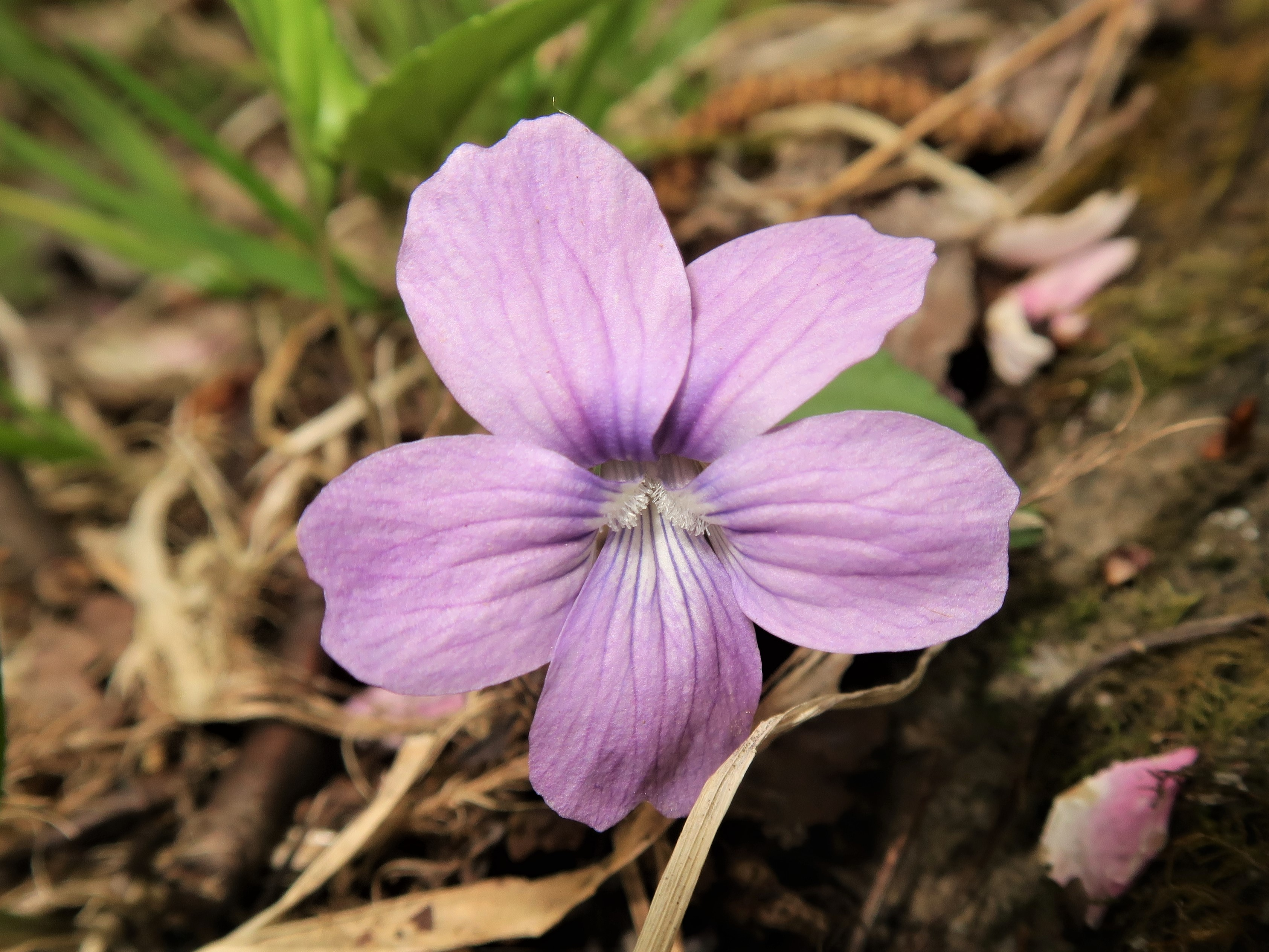
Viola hirtipes

- Viola henriquesii (Willk. ex Cout.) W.Becker
- Viola henryi H.Boissieu
- Viola herzogii (W.Becker) Bornm.
- Viola × heterocarpa Borbás
- Viola hieronymi W.Becker
- Viola hillii W.Becker
- Viola hirsutula Brainerd
- Viola hirta L.
- Viola × hirtiformis Wiesb.
- Viola hirtipes S.Moore
- Viola hispida Lam.
- Viola hissarica Juz.
- Viola × hollickii House
- Viola hondoensis W.Becker & H.Boissieu
- Viola hookeri Thomson
- Viola hookeriana Kunth
- Viola howellii A.Gray
- Viola huesoensis Martic.
- Viola huidobrii Gay
- Viola hultenii W.Becker
- Viola humilis Kunth
- Viola × hungarica Degen & Sabr.
- Viola hybanthoides W.B.Liao & Q.Fan
- Viola hymettia Boiss. & Heldr.
- Viola × hyrcanica Vl.V.Nikitin

## I
- Viola × ibukiana Makino
- Viola × igoschinae Vl.V.Nikitin
- Viola ilvensis (W.Becker) Arrigoni
- Viola improcera L.G.Adams
- Viola incisa Turcz.
- Viola × incissecta Vl.V.Nikitin
- Viola incognita Brainerd
- Viola inconspicua Blume
- Viola indica W.Becker
- Viola ingolensis Elisafenko
- Viola × insessa House
- Viola × insolita House
- Viola × interjecta Borbás
- Viola × intersita Beck
- Viola ircutiana Turcz.
- Viola irinae Zolot.
- Viola isaurica Contandr. & Quézel
- Viola × iselensis W.Becker
- Viola isopetala Juz.
- Viola ivonis Erben
- Viola iwagawae Makino

## J
- Viola jalapaensis W.Becker
- Viola jangiensis W.Becker
- Viola japonica Langsd. ex Ging.
- Viola jaubertiana Marès & Vigin.
- Viola javanica W.Becker
- Viola jeniseensis Zuev
- Viola × jindoensis M.Kim

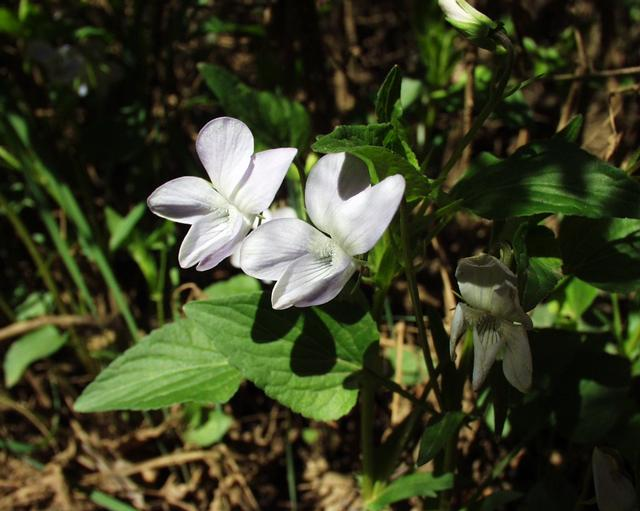
Viola jordanii

- Viola jinggangshanensis Z.L.Ning & J.P.Liao
- Viola jizushanensis S.H.Huang
- Viola × joannis-wagneri Kárpáti
- Viola johnstonii W.Becker
- Viola jooi Janka
- Viola jordanii Hanry
- Viola × juzepczukii Vl.V.Nikitin

## K

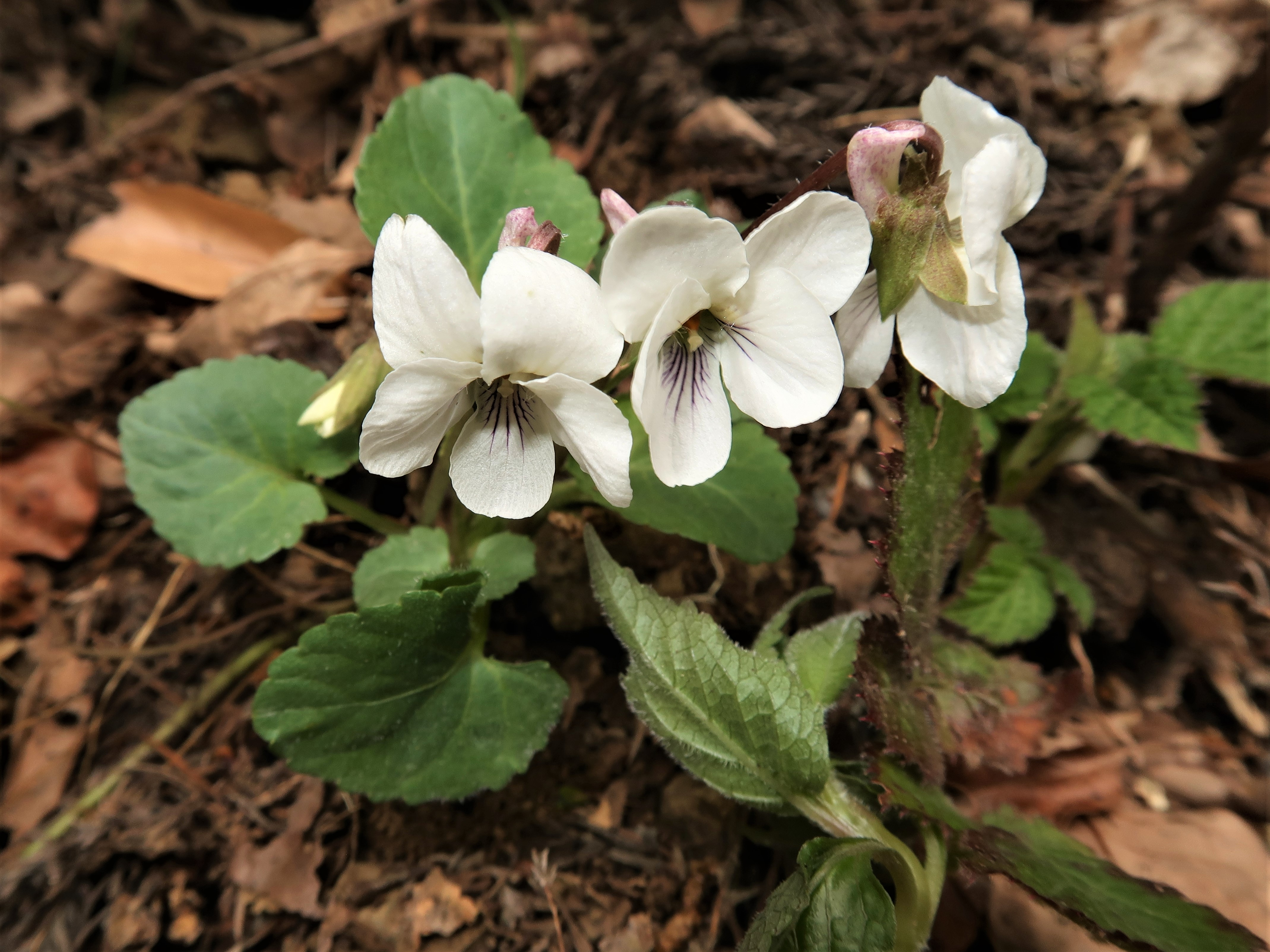
Viola keiskei

- Viola kamtschadalorum W.Becker & Hultén
- Viola × karakulensis Vl.V.Nikitin & O.Baranova
- Viola karlreicheana Sanso, M.Seo & Xifreda
- Viola kauaensis A.Gray
- Viola keiskei Miq.
- Viola kermesina W.Becker
- Viola × kerneri Wiesb.
- Viola × kisoana Nakai
- Viola kitaibeliana Schult.
- Viola kitamiana Nakai
- Viola kizildaghensis Dinç & Yild.
- Viola kjellbergii Melch.
- Viola × klingeana Ronniger
- Viola kopaonikensis Pancic ex Tomovic & Niketic
- Viola kosanensis Hayata
- Viola kosaninii (Degen) Hayek
- Viola × kozo-poljanskii Grosset
- Viola × krascheninnikoviorum Vl.V.Nikitin
- Viola kunawarensis Royle
- Viola kusanoana Makino
- Viola kusnezowiana W.Becker

## L
- Viola labradorica Schrank
- Viola × lacmonica Hausskn.
- Viola lactea Sm.
- Viola lactiflora Nakai
- Viola lainzii P.Monts.
- Viola lanaiensis W.Becker
- Viola lanceolata L.
- Viola langeana Valentine
- Viola langloisii Greene

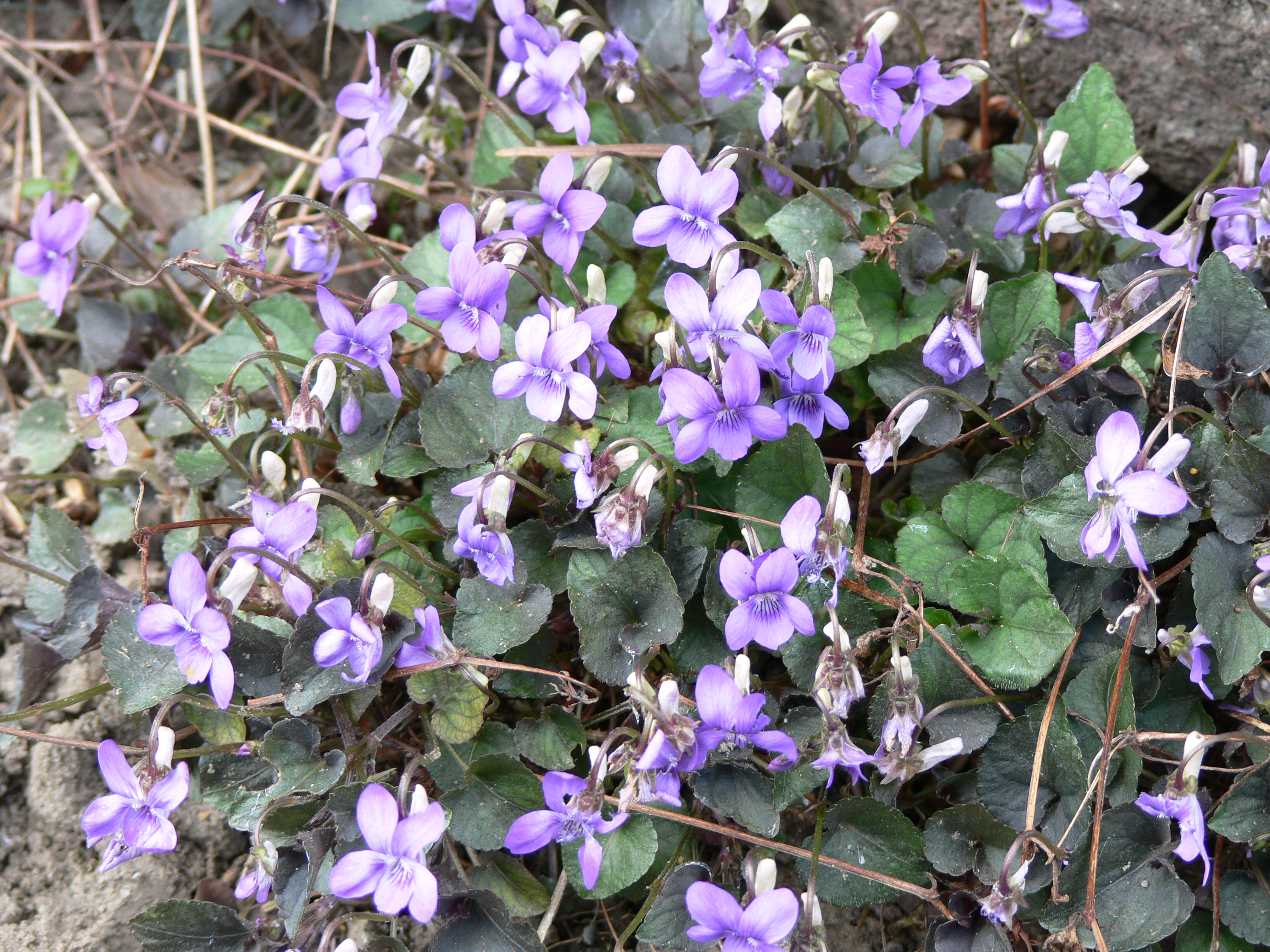
Viola labradorica

- Viola langsdorffii Fisch. ex Ging.
- Viola lanifera W.Becker
- Viola laricicola Marcussen
- Viola latistipula Hemsl.
- Viola latiuscula Greene
- Viola lehmannii W.Becker
- Viola leyboldiana Phil.
- Viola libanotica Boiss.
- Viola lilliputana Iltis & H.E.Ballard
- Viola lilloana W.Becker
- Viola limbarae (Merxm. & W.Lippert) Arrigoni
- Viola lithion N.H.Holmgren & P.K.Holmgren
- Viola × litoralis Spreng.
- Viola livonica Vl.V.Nikitin
- Viola llullaillacoensis W.Becker
- Viola lobata Benth.
- Viola longipetiolata Ricceri & Moraldo
- Viola lovelliana Brainerd
- Viola lucens W.Becker
- Viola × luciae Skottsb.
- Viola lungtungensis S.S.Ying
- Viola lutea Huds.
- Viola × lutzii E.G.Camus
- Viola lyallii Hook.f.

## M
- Viola macloskeyi F.E.Lloyd
- Viola macroceras Bunge
- Viola maculata Cav.
- Viola magellanica G.Forst.

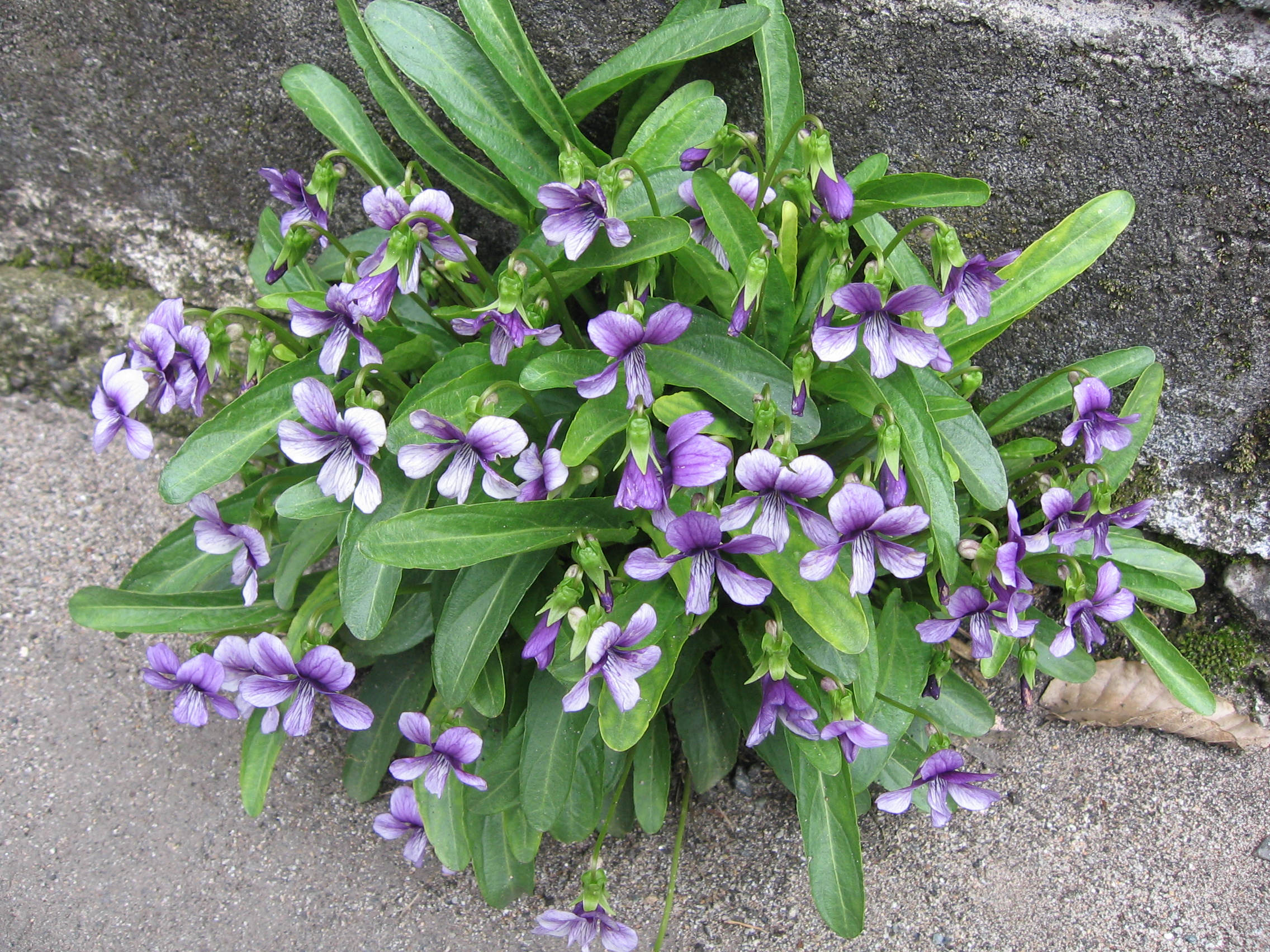
Viola mandshurica

- Viola magellensis Porta & Rigo ex Strobl
- Viola magnifica C.J.Wang & X.D.Wang
- Viola majchurensis Pissjauk.
- Viola × malteana House
- Viola mandonii W.Becker
- Viola mandshurica W.Becker
- Viola maoershanensis Y.S.Chen & Q.E.Yang
- Viola marcelorosasii J.M.Watson & A.R.Flores
- Viola × markgrafii W.Becker
- Viola maroccana (Maire) Maire
- Viola × matczkasensis Vl.V.Nikitin
- Viola mauritii Tepl.
- Viola maviensis H.Mann
- Viola maximowicziana Makino
- Viola maymanica Grey-Wilson
- Viola mearnsii Merr.
- Viola × melissifolia Greene
- Viola membranacea W.Becker
- Viola × menitzkii Vl.V.Nikitin
- Viola mercurii Orph. ex Halácsy
- Viola merrilliana W.Becker
- Viola merxmuelleri Erben
- Viola miaolingensis Y.S.Chen
- Viola micranthella Wedd.
- Viola microcentra W.Becker
- Viola microphylla Phil.
- Viola milanae Vl.V.Nikitin
- Viola × militaris Savouré
- Viola minuscula Greene
- Viola minuta M.Bieb.
- Viola minutiflora Phil.
- Viola mirabilis L.
- Viola missouriensis Greene
- Viola × mixta A.Kern.
- Viola × miyajiana Koidz.
- Viola modesta Fenzl
- Viola molisana Ricceri & Moraldo
- Viola × mollicula House
- Viola mongolica Franch.
- Viola montagnei Gay
- Viola montcaunica Pau
- Viola moupinensis Franch.
- Viola mucronulifera Hand.-Mazz.
- Viola muehldorfii Kiss
- Viola × mulfordiae Pollard
- Viola muliensis Y.S.Chen & Q.E.Yang
- Viola munbyana Boiss. & Reut.
- Viola murronensis Ricceri & Moraldo
- Viola muscoides Phil.

## N
- Viola nagasawae Makino & Hayata
- Viola × najadum Wein
- Viola nana (DC. ex Ging.) Le Jol.

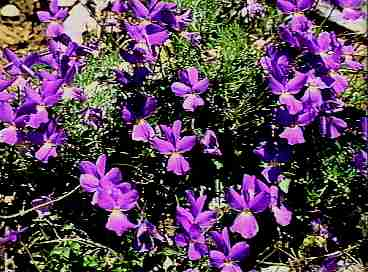
Viola nebrodensis

- Viola nanlingensis J.S.Zhou & F.W.Xing
- Viola nannae R.E.Fr.
- Viola nannei Pol.
- Viola × napae House
- Viola nebrodensis C.Presl
- Viola × neglectiformis Vl.V.Nikitin
- Viola nemoralis Kütz.
- Viola nephrophylla Greene
- Viola niederleinii W.Becker
- Viola × nikitinii Vasjukov
- Viola nitida Y.S.Chen & Q.E.Yang
- Viola nobilis W.Becker
- Viola × notabilis E.P.Bicknell
- Viola novae-angliae House
- Viola nubigena Leyb.
- Viola nuda W.Becker
- Viola nujiangensis Y.S.Chen & X.H.Jin
- Viola nummulariifolia Vill.
- Viola nuttallii Pursh

## O
- Viola oahuensis C.N.Forbes
- Viola oblonga Blatt.
- Viola obtusa (Makino) Makino

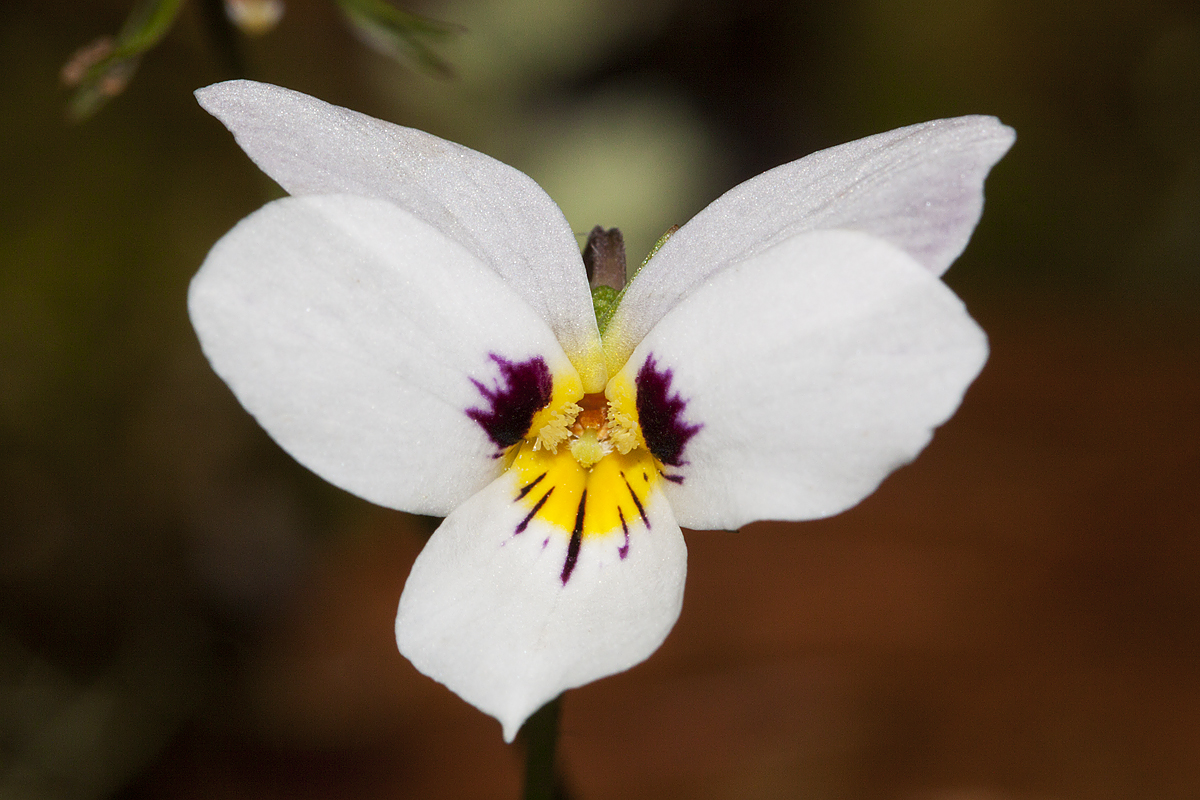
Viola ocellata

- Viola × obtusoacuminata T.Hashim. ex T.Shimizu
- Viola × obtusogrypoceras Makino
- Viola occulta Lehm.
- Viola ocellata Torr. & A.Gray
- Viola odontocalycina Boiss.
- Viola odorata L.
- Viola × okuharae F.Maek. ex T.Shimizu
- Viola × olimpia Beggiat.
- Viola orbelica Pancic
- Viola orbiculata (A.Gray) Geyer ex B.D.Jacks.
- Viola oreades M.Bieb.
- Viola orientalis (Maxim.) W.Becker
- Viola orphanidis Boiss.
- Viola orthoceras Ledeb.
- Viola ovalleana Phil.
- Viola ovato-oblonga (Miq.) Makino
- Viola oxyodontis H.E.Ballard

## P
- Viola pachyrrhiza Boiss. & Hohen.

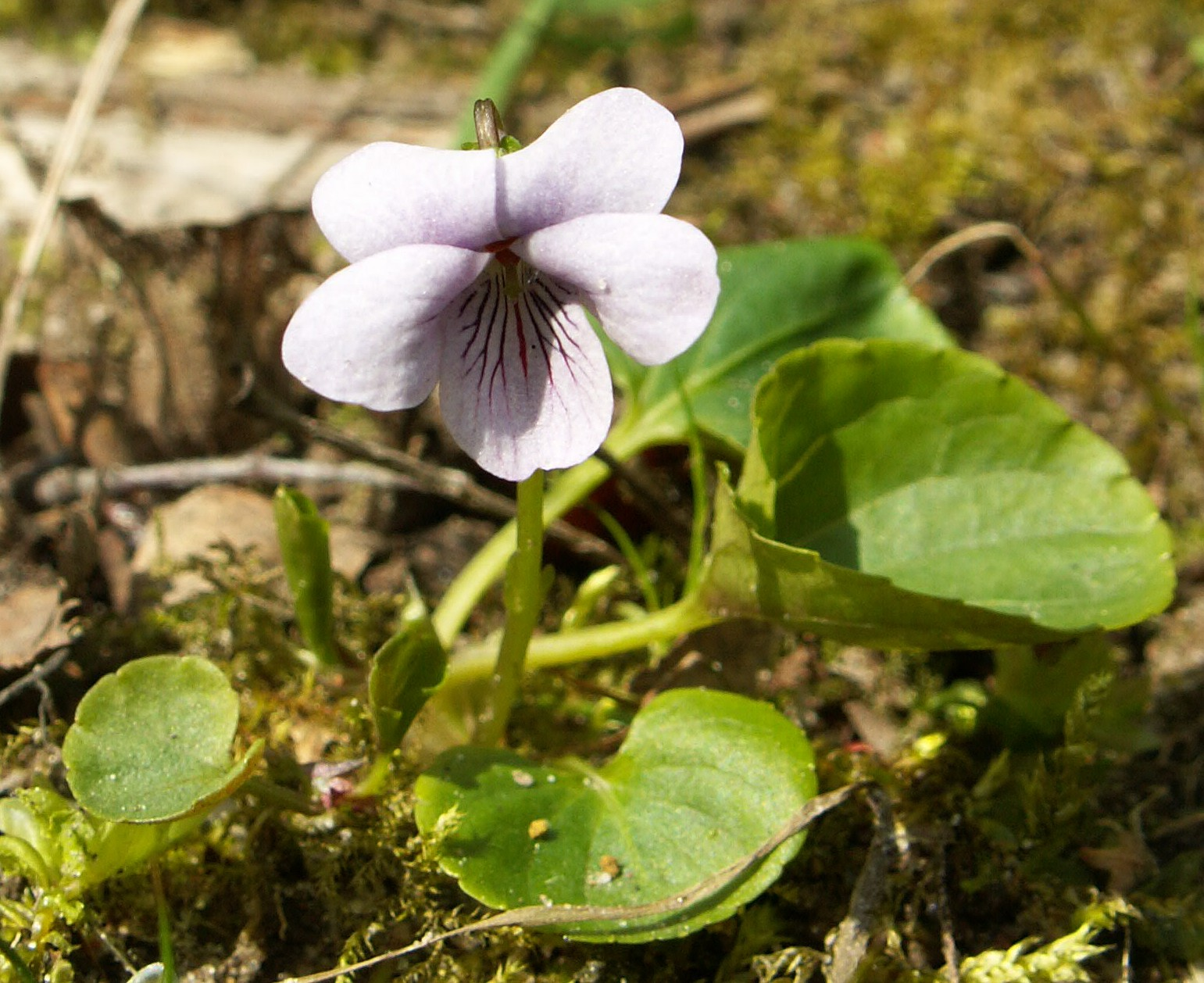
Viola palustris

- Viola pachysoma M.Sheader & J.M.Watson
- Viola pacifica Juz.
- Viola painteri Rose & House
- Viola palatina Y.N.Lee
- Viola pallascaensis W.Becker
- Viola palmata L.
- Viola palmensis (Webb & Berthel.) Sauer
- Viola palustris L.
- Viola papuana W.Becker & Pulle
- Viola paradoxa Lowe
- Viola parnonia Kit Tan, Sfikas & Vold
- Viola parvula Tineo
- Viola patrinii Ging.
- Viola pectinata E.P.Bicknell
- Viola pedata L.
- Viola pedatifida G.Don
- Viola pedunculata Torr. & A.Gray
- Viola pekinensis (Regel) W.Becker
- Viola pendulicarpa W.Becker
- Viola pentadactyla Fenzl
- Viola perinensis W.Becker
- Viola × perplexa Gremli
- Viola perpusilla Boissieu
- Viola perreniformis (L.G.Adams) R.J.Little & Leiper
- Viola phalacrocarpa Maxim.
- Viola philippiana Greene
- Viola philippica Cav.
- Viola phitosiana Erben
- Viola pilosa Blume
- Viola pinetorum Greene
- Viola pinnata L.
- Viola pitouchaoensis S.S.Ying
- Viola placida W.Becker
- Viola × pluricaulis Borbás
- Viola pluviae Marcussen, H.E.Ballard & Blaxland
- Viola × poelliana Murr
- Viola poetica Boiss. & Spruner
- Viola polycephala H.E.Ballard & P.M.Jørg.
- Viola polypoda Turcz.
- Viola × popovae Vl.V.Nikitin
- Viola × populifolia Greene
- Viola × porphyrea R.Uechtr.
- Viola portalesia Gay
- Viola × porteriana Pollard
- Viola portulacea Leyb.
- Viola praemorsa Douglas
- Viola primorskajensis (W.Becker) Vorosch.
- Viola primulifolia L.
- Viola principis Boissieu
- Viola prionantha Bunge
- Viola producta W.Becker
- Viola psammophila Phil.
- Viola pseudaetolica Tomovic, Melovski & Niketic
- Viola pseudogracilis (A.Terracc.) Strobl ex Degen & Dörfl.
- Viola pseudograeca Erben
- Viola × pseudomakinoi M.Mizush. ex T.Shimizu
- Viola pubescens Aiton
- Viola pulvinata Reiche
- Viola pumila Chaix
- Viola purpurea Kellogg
- Viola pusilla Poepp.
- Viola pusillima Wedd.
- Viola pygmaea Juss. ex Poir.
- Viola × pynzarii Vl.V.Nikitin
- Viola pyrenaica Ramond ex DC.

## Q
- Viola quercetorum M.S.Baker & J.C.Clausen

## R
- Viola raddeana Regel
- Viola rafinesquei Greene
- Viola ramiflora K.O.Yoo
- Viola ramosiana W.Becker
- Viola rauliniana Erben

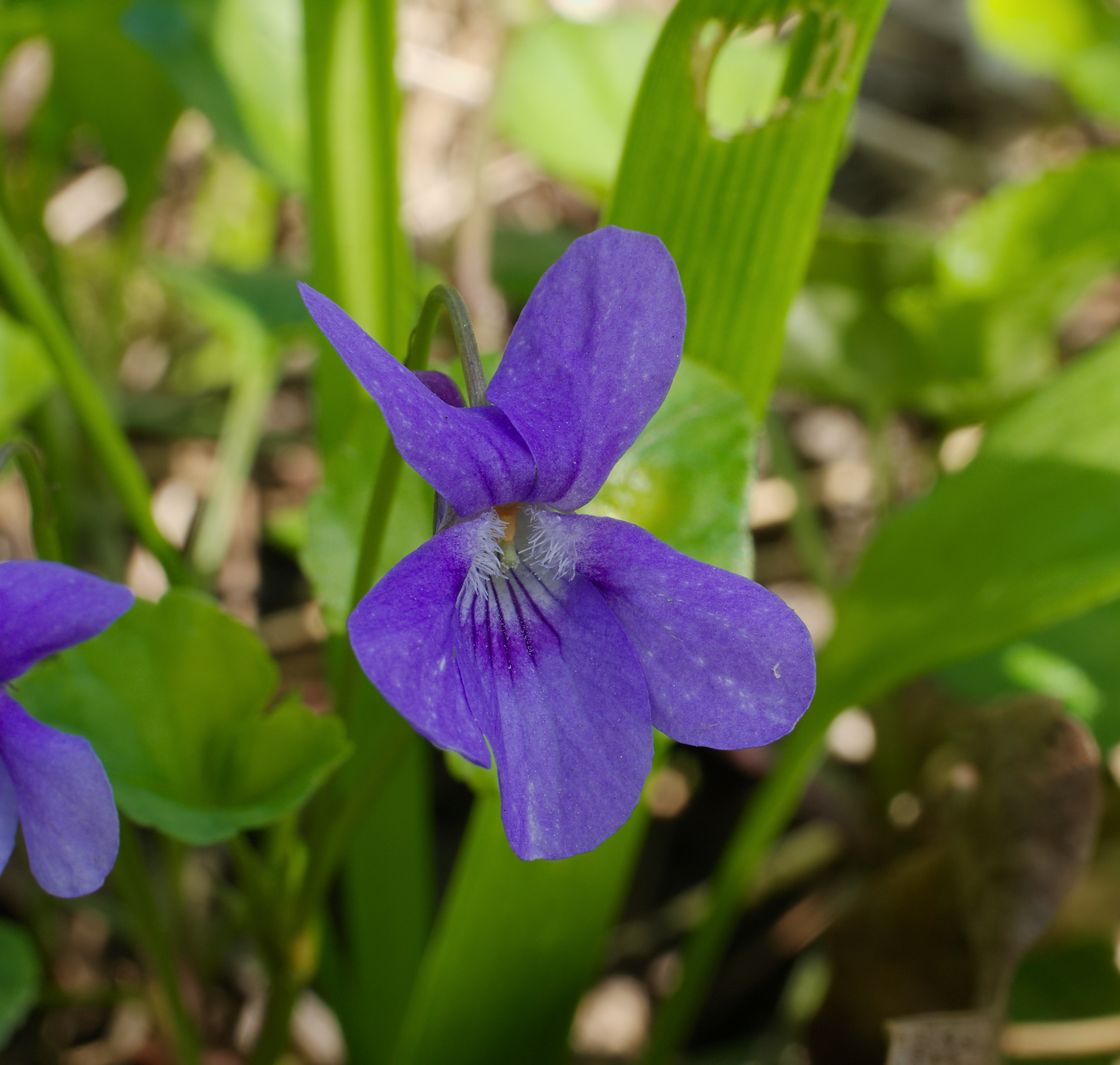
Viola reichenbachiana

- Viola × raunsiensis W.Becker & Koanin
- Viola rausii Erben
- Viola × redacta House
- Viola regina J.M.Watson & A.R.Flores
- Viola reichei Skottsb. ex Macloskie
- Viola reichenbachiana Jord. ex Boreau
- Viola renifolia A.Gray
- Viola replicata W.Becker
- Viola × reschetnikovae Vl.V.Nikitin
- Viola retusa Greene
- Viola rheophila Okamoto
- Viola rhodopeia W.Becker
- Viola rhombifolia Leyb.
- Viola × ritschliana W.Becker
- Viola riviniana Rchb.
- Viola × robinsoniana House
- Viola roccabrunensis Espeut
- Viola rodriguezii W.Becker
- Viola roigii Rossow
- Viola rosacea Brainerd
- Viola rossii Hemsl.
- Viola rossowiana J.M.Watson & A.R.Flores
- Viola rostrata Muhl. ex Pursh
- Viola rosulata Poepp. & Endl.
- Viola rotundifolia Michx.
- Viola rubella Cav.
- Viola rubromarginata J.M.Watson & A.R.Flores
- Viola rudolfii Vl.V.Nikitin
- Viola rudolphii Sparre
- Viola rugosa Phil. ex W.Becker
- Viola rugulosa Greene
- Viola × rupestriformis Vl.V.Nikitin
- Viola rupestris F.W.Schmidt
- Viola rupicola Elmer

## S
- Viola saccata Melch.
- Viola sacchalinensis H.Boissieu
- Viola sacculus Skottsb.
- Viola sagittata Aiton
- Viola samothracica (Degen) Raus
- Viola sandrasea Melch.
- Viola santiagonensis W.Becker
- Viola savatieri Makino
- Viola saxifraga Maire
- Viola × scabra F.Braun
- Viola scandens Humb. & Bonpl. ex Schult.
- Viola schachimardanica Khalk.
- Viola schariensis Erben
- Viola × schauloi Vl.V.Nikitin
- Viola scorpiuroides Coss.
- Viola seleriana W.Becker
- Viola selkirkii Pursh ex Goldie
- Viola sempervirens Greene
- Viola sempervivum Gay
- Viola × semseyana Borbás
- Viola senzanensis Hayata
- Viola septemloba Leconte
- Viola septentrionalis Greene

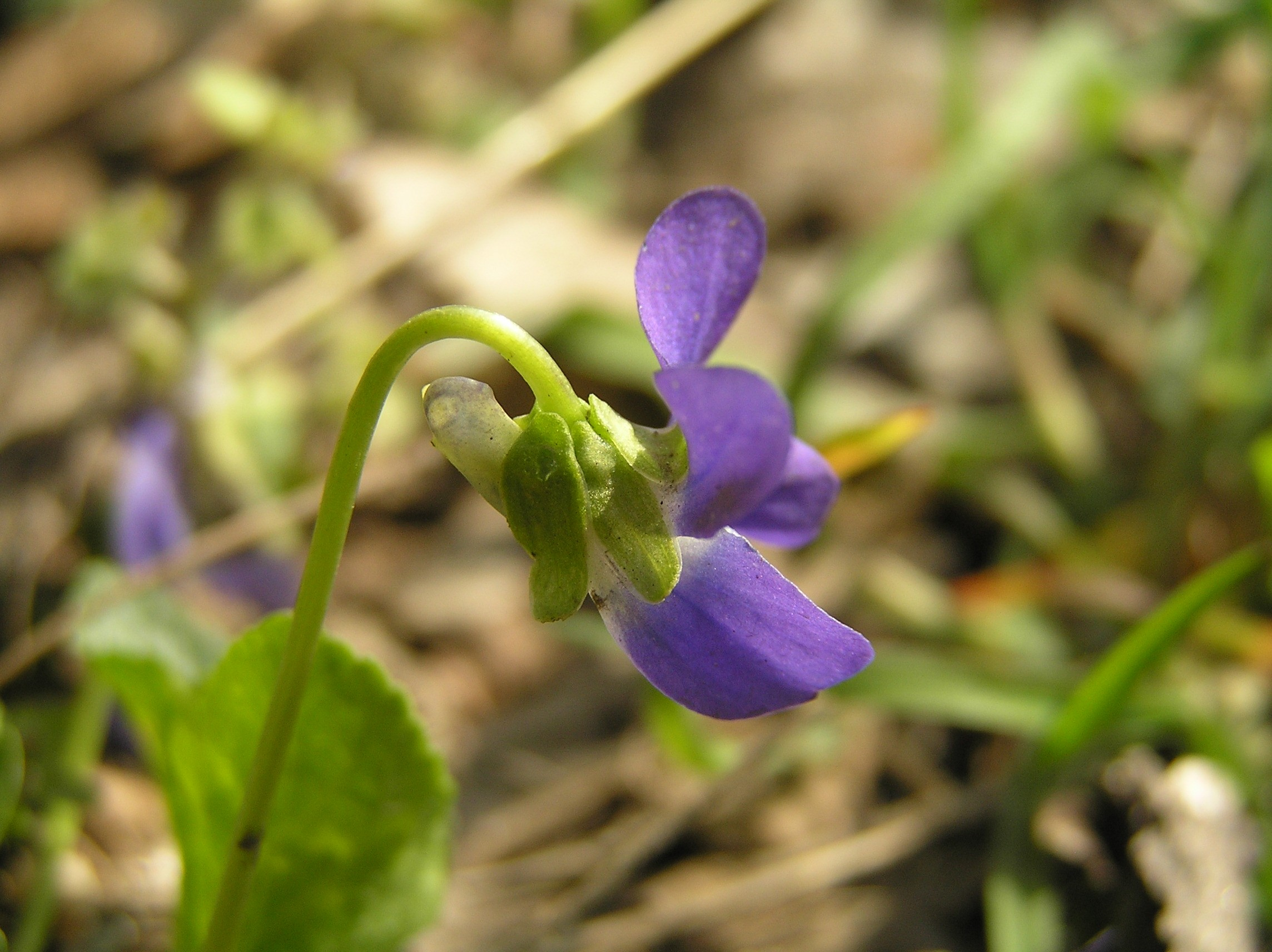
Viola suavis

- Viola sequeirae Capelo, R.Jardim, J.C.Costa, Lousã & Rivas Mart.
- Viola × sermenika Formánek
- Viola serpentinicola Mig.F.Salas
- Viola serresiana Erben
- Viola sfikasiana Erben
- Viola shaoyoukengensis S.S.Ying
- Viola sheltonii Torr.
- Viola shikokiana Makino
- Viola shinchikuensis Yamam.
- Viola sieberiana Spreng.
- Viola sieboldii Maxim.
- Viola sieheana W.Becker
- Viola sikkimensis W.Becker
- Viola silicestris K.R.Thiele & Prober
- Viola singularis J.M.Watson & A.R.Flores
- Viola sintenisii W.Becker
- Viola sirinica Ricceri & Moraldo
- Viola × skofitziana Wiesb.
- Viola skottsbergiana W.Becker
- Viola somchetica K.Koch
- Viola sororia Willd.
- Viola spathulata Willd. ex Schult.
- Viola speciosa Pant.
- Viola spegazzinii W.Becker
- Viola sphaerocarpa W.Becker
- Viola stagnina Kit. ex Schult.
- Viola steinbachii W.Becker
- Viola stewardiana W.Becker
- Viola stipularis Sw.
- Viola stojanowii W.Becker
- Viola stoloniflora Yokota & Higa
- Viola stoneana House
- Viola striata Aiton
- Viola striatella H.Boissieu
- Viola striis-notata (J.Wagner) Merxm. & W.Lippert
- Viola stuebelii Hieron.
- Viola suavis M.Bieb.
- Viola × subaffinis House
- Viola subandina J.M.Watson
- Viola subasica (Fiori) Ricceri & Moraldo
- Viola subatlantica (Maire) Ibn Tattou
- Viola subdimidiata A.St.-Hil.
- Viola × sublanceolata House
- Viola subsinuata (Greene) Greene
- Viola × sukaczewii Vl.V.Nikitin
- Viola sumatrana Miq.
- Viola szetschwanensis W.Becker & H.Boissieu

## T
- Viola taltalensis W.Becker
- Viola tanaitica Grosset
- Viola tarbagataica Klokov
- Viola tashiroi Makino
- Viola tectiflora W.Becker
- Viola tenuipes Pollard
- Viola tenuissima C.C.Chang
- Viola teplouchovii Juz.
- Viola teshioensis Miyabe & Tatew.
- Viola thasia W.Becker
- Viola thianschanica Maxim.
- Viola thibaudieri Franch. & Sav.

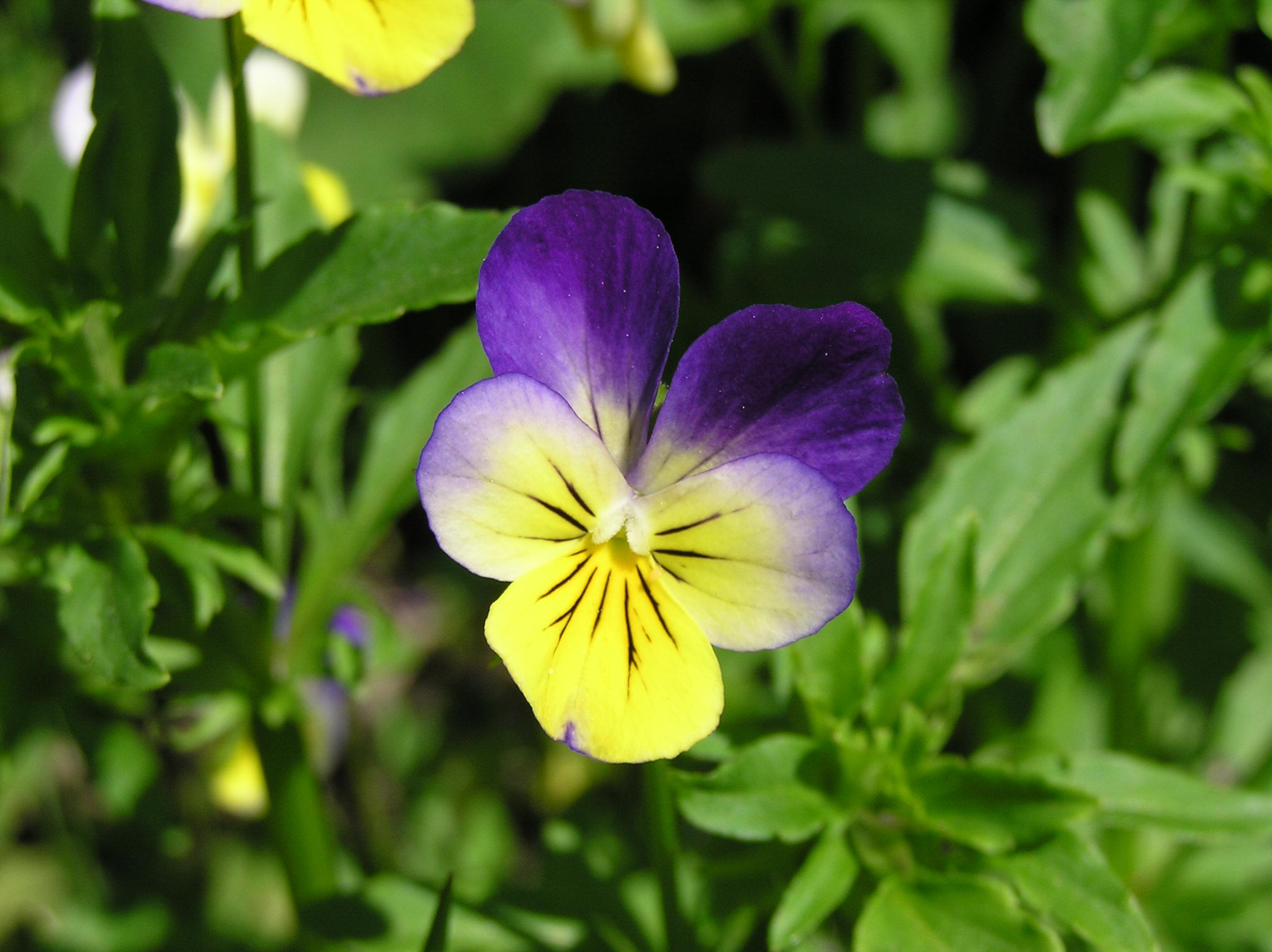
Viola tricolor

- Viola thomasiana Songeon & E.P.Perrier
- Viola thomsonii Oudem.
- Viola thymifolia Britton
- Viola tienschiensis W.Becker
- Viola × tigirekica Vl.V.Nikitin
- Viola tineorum Erben & Raimondo
- Viola tokubuchiana Makino
- Viola tomentosa M.S.Baker & J.C.Clausen
- Viola × torslundensis W.Becker
- Viola tovarii P.Gonzáles & Molina-Alor
- Viola triangulifolia W.Becker
- Viola trichopetala C.C.Chang
- Viola trichosepala (W.Becker) Juz.
- Viola tricolor L.
- Viola tridentata Sm.
- Viola triflabellata W.Becker
- Viola trinervata (Howell) Howell ex A.Gray
- Viola tripartita Elliott
- Viola trochlearis J.M.Watson & A.R.Flores
- Viola truncata Meyen
- Viola turkestanica Regel & Schmalh.
- Viola turritella J.M.Watson & A.R.Flores
- Viola × tuvinica Vl.V.Nikitin
- Viola × tzvelevii Vl.V.Nikitin

## U
- Viola ucriana Erben & Raimondo
- Viola × uechtritziana Borbás
- Viola uliginosa Besser
- Viola umbraticola Kunth
- Viola umphangensis S.Nansai, Srisanga & Suwanph.
- Viola uniflora L.
- Viola uniquissima J.M.Watson & A.R.Flores
- Viola unwinii W.Becker
- Viola urophylla Franch.
- Viola utahensis M.S.Baker & J.C.Clausen
- Viola utchinensis Koidz.

## V
- Viola vadimii Vl.V.Nikitin
- Viola vaginata Maxim.
- Viola valderia All.
- Viola vallenarensis W.Becker
- Viola vallicola A.Nelson
- Viola vanroyenii H.St.John
- Viola variegata Fisch. ex Link
- Viola vectoris Ricceri & Moraldo
- Viola velutina Formánek

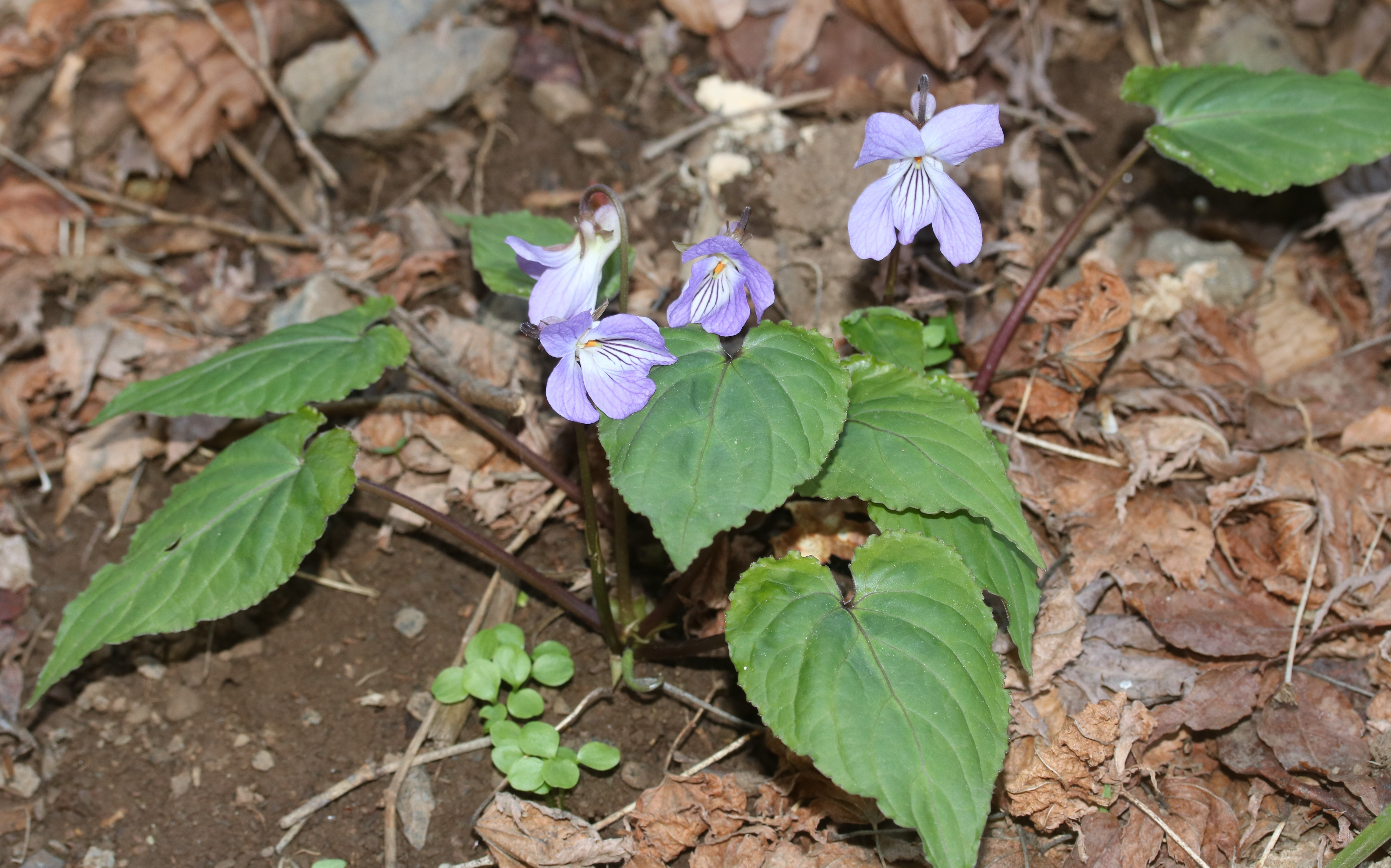
Viola vaginata

- Viola veronicifolia Planch. & Linden
- Viola viarum Pollard
- Viola × viatkensis Vl.V.Nikitin
- Viola × villaquensis Benz
- Viola villosa Walter
- Viola × vilnaensis W.Becker
- Viola × vindobonensis Wiesb.
- Viola violacea Makino
- Viola vittata Greene
- Viola volcanica Gillies ex Hook. & Arn.
- Viola voliotisii Erben
- Viola vorobievii Bezd.
- Viola vourinensis Erben
- Viola vulturis Ricceri & Moraldo

## W
- Viola wailenalenae (Rock) Skottsb.
- Viola wallichiana Ging.
- Viola walteri House
- Viola wansanensis Y.N.Lee
- Viola weberbaueri W.Becker
- Viola websteri Hemsl.
- Viola weibelii J.F.Macbr.
- Viola werdermannii W.Becker
- Viola × wilczekiana Beauverd
- Viola × wilhelmii Vl.V.Nikitin
- Viola × wilibaldii Vl.V.Nikitin
- Viola willkommii R.Roem. ex Willk.
- Viola woosanensis Y.N.Lee & J.Kim
- Viola woroschilovii Bezd.
- Viola × wujekii H.E.Ballard
- Viola wulingensis S.S.Ying

## X
- Viola xanthopotamica J.M.Watson & A.R.Flores

## Y
- Viola yazawana Makino
- Viola yezoensis Maxim.
- Viola yildirimlii Dinç & Bagci

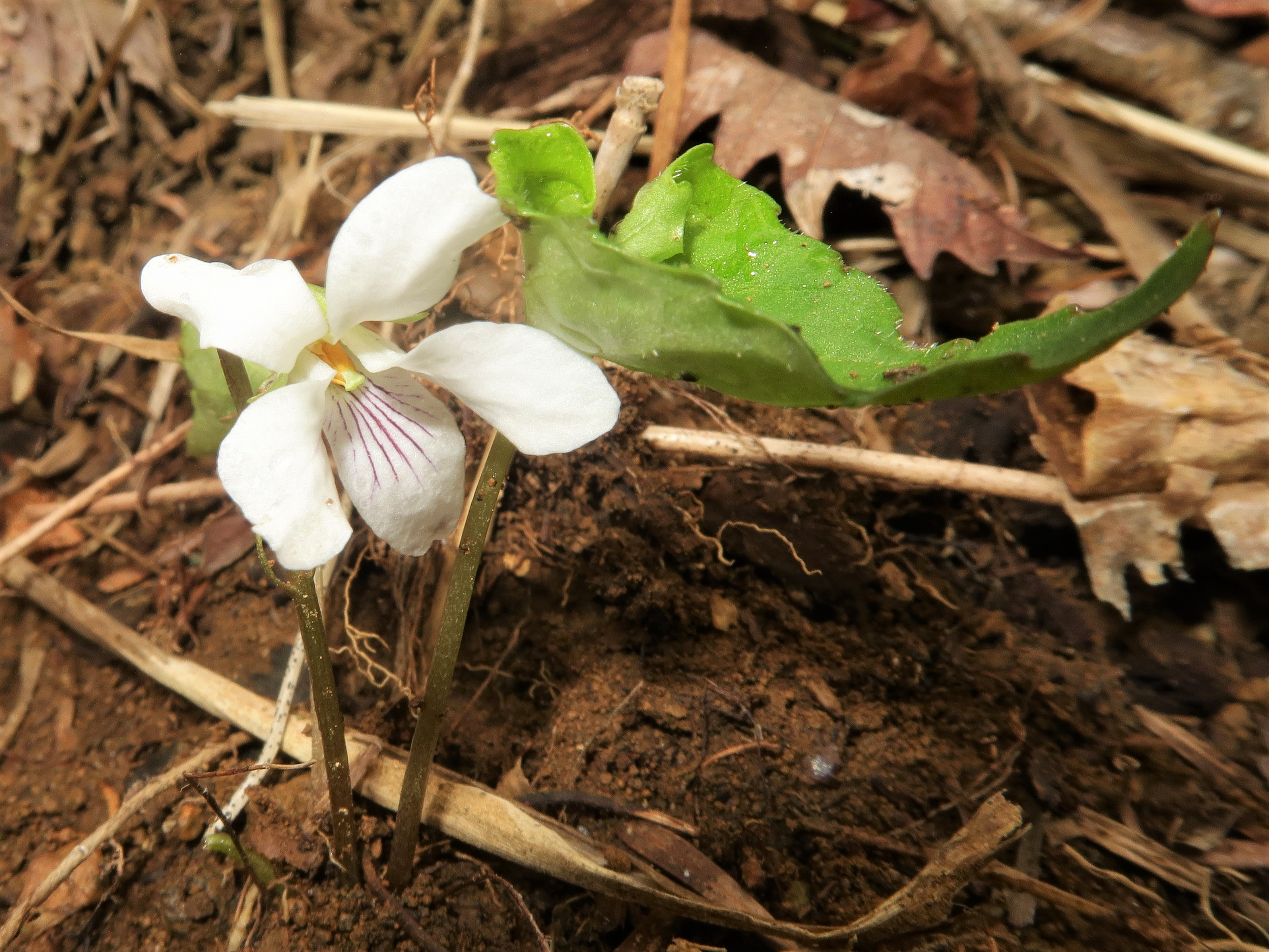
Viola yazawana

- Viola yunnanensis W.Becker & H.Boissieu
- Viola yunnanfuensis W.Becker
- Viola × yurii Vl.V.Nikitin
- Viola yuzufelensis A.P.Khokhr.

## Z
- Viola × zophodes K.R.Thiele & Prober
- Viola × zwienenii J.M.Watson & A.R.Flores